# Hanazonocho (métro d'Osaka)
Hanazonocho (花園町駅, Hanazonochō-eki) est une station du métro d'Osaka sur la ligne Yotsubashi dans l'arrondissement de Nishinari à Osaka.

## Situation sur le réseau
La station Hanazonocho est située au point kilométrique (PK) 6,2 de la ligne Yotsubashi, entre les stations Daikokucho et Kishinosato.

## Histoire
La station a été inaugurée le 10 mai 1942.

## Services aux voyageurs

### Accès et accueil
La station est ouverte tous les jours.

### Desserte
- Ligne Yotsubashi :
  - voie 1 : direction Suminoekoen
  - voie 2 : direction Nishi-Umeda